# Coricide
Un coricide est une substance, issue d'une plante ou d'un médicament, qui agit localement pour détruire les cors aux pieds.
Parmi les plantes coricides on peut citer la Chelidoine (Chelidonium majus)…